# Dario dario
Dario dario, im Deutschen auch als Zwergblaubarsch, Bengalischer Zwergblaubarsch, Scarlet-Blaubarsch, Scharlachroter Zwergblaubarsch oder Roter Scarletzwergblaubarsch bezeichnet, ist eine Fischart aus der Familie der Blaubarsche (Badidae), die im nordöstlichen Indien in den Bundesstaaten Bihar, Westbengalen und im westlichen Assam vorkommt.

## Merkmale
Dario dario ist ein sehr kleiner Fisch, der nicht einmal eine Länge von 2 cm erreicht. Das größte in freier Natur gefangene Männchen hatte eine Länge von 14,8 mm, das größte Weibchen war 13 mm lang. In Aquarienhaltung wuchsen die Fische bis zu einer Länge von 17,2 mm heran. Ihr Körper ist mäßig langgestreckt und seitlich abgeflacht. Der Kopf ist abgerundet, die Schnauze kurz, das Maul groß und leicht nach oben gerichtet. Im Oberkiefer befinden sich drei bis vier Zahnreihen vorne und je eine an den Seiten, im Unterkiefer vier vorne und je zwei an den Seiten. Das Gaumenbein ist unbezahnt. Auf dem Kiemendeckel befindet sich ein kurzer Dorn, der normalerweise unter einer Schuppe verborgen ist. Männchen sind rötlich gefärbt mit sieben blauen, senkrechten Streifen auf den Körperseiten und blau-roten Flossen. Weibchen sind grau mit einer mehr oder weniger gut sichtbaren, dunkleren Seitenstreifung und transparenten Flossen. Die Anzahl der Wirbel liegt bei 24 bis 25.
- Flossenformel: Dorsale XII-IXV/6-8, Anale 6-7.

## Lebensweise
Dario dario lebt in kleinen, dicht mit Limnophila, Hygrophila, Vallisneria, Ottelia und Rotala bewachsenen Flüssen und Teichen mit sandigem Grund oder feinem Schotterboden. Er ernährt sich von sehr kleinen Wirbellosen.